# Епіплатформний орогенез
Епіплатформний орогенез (рос. эпиплатформенный орогенез, англ. epiplatformian orogenesis, нім. Bruchorogenese f) – горотвірні тектонічні рухи, які мали місце на ділянках земної кори, що розвивалися до того протягом тривалого геологічного часу в умовах платформного режиму. На найновішому етапі геологічної історії епіплатформний орогенез виявлявся, починаючи з кінця еоцену і в олігоцені або пізніше як гранична форма тектонічної активізації. 